# Перелюб (Корюківський район)
Пере́люб — село в Україні, у Корюківській міській громаді Корюківського району Чернігівської області. Населення становить 857 осіб. До 2020 орган місцевого самоврядування — Перелюбська сільська рада, якій підпорядковувалось с. Баляси.

## Географія
Село розташоване на річці Перелюбка за 30 км від районного центру і залізничної станції Корюківка. Висота над рівнем моря — 141 м.
На північний схід від села розташований ландшафтний заказник «Слобідська Дача».

## Топоніміка
Назва села походить від назви річки, на якій воно розташоване. За легендою, одного разу їхав козак і йому захотілося пити, коли він побачив річку і напився з неї води, то промовив: «Ох, яка перелюба!», з того часу річку стали називати Перелюбкою, а поселенці на її берегах свій хутір Перелюбом.

## Історія
Село було засноване у 1-й пол. XVI ст.
Як оповідають старожили, першими поселенцями були селяни-кріпаки, які втікали у глухі місця від панської сваволі.
В часи Гетьманщини Перелюб належав до Киселівської сотні Чернігівського полку.
До секуляризації кінця 18 століття — посполиті селяни Перелюба належали Чернігівському троїцькому монастирю. Після — стали казенними.
У 30-х роках XVIII ст. внаслідок поділу стрільців Чернігівського полку утворюється перелюбська група стрільців, яка об'єднувала стрільців сіл Перелюба, Хоромного, Прибинки. У січні 1733 року отаманом перелюбської групи стрільців був обраний Михайло Слюсаренко. Згідно зі зверненням у 1729 році до гетьмана Данила Апостола, перелюбські стрільці мали наступні річні повинності, встановлені Іваном Скоропадським: один золотий за кожного коня та вола, 10 лисиць, медову данину та за можливості надавати іншу звірину до гетьманської кухні.
У 1826 році була побудована Олександро-Невська церква.
У Національній книзі пам'яті жертв Голодомору 1932—1933 років в Україні перелічено 8 жителів села, що загинули від голоду. Також від голоду покінчила життя самогубством 17-ти річна дівчина, яка втопилася у колодязі, а також були зафіксовані випадки людоїдства
|  | Під час голодомору 1932-1933 рр. ми виживали, як тільки могли. Мені тоді було років 8-9, я все пам'ятаю. Ми ходили до лісу, об'їдали шишки з сосни, з сушеного листя робили ладки, з тирси і лободи. Доводилося ловити мишей, котів, пташок і споживати. Голодомор був дуже сильний, люди пухли з голоду. У селі був такий випадок, що коли у однієї жінки померла дитина, то вона її з'їла й говорила, що м'ясо дуже солодке і смачне. Ми ходили на поле, і збирали гнилу картоплю і робили з неї ладки. Так і жили. За рахунок того, що в наших краях є різні трави, ягоди, бур'яни – голод був не такий, як у Південній Україні. Говорили, що були села, де вимерли всі жителі. Вижили ми, мабуть, тому, що дуже хотілося побачити світу, нормального життя. Дуже тяжко тоді було, завжди хотілося їсти. Навіть вночі снилося, що ми всією сім'єю сідаємо за стіл обідати. А на столі стоїть гарячий борщ, хліб... Після такої «мрії» уві сні ще більше хотілося їсти. Дорослим було легше переживати голод, ніж дітям. Деякі батьки просто не витримували мук їхніх дітей і тікали або взагалі позбавляли життя і себе, і малечу. |

У вересні 1941 року місцеві жителі у складі 80-ти чоловік вступили до партизанського загону ім. В. І. Чапаєва, який згодом увійшов до складу Чернігівського обласного партизанського з'єднання. Командиром загону став директор місцевої школи Балабай Олександр Петрович
Під час Другої світової війни на фронті та у партизанському русі брали участь 377 мешканців села, 154 з яких загинули.
В червні 2016 року у боях за Авдіївку загинув мешканець села вояк-гранатометник Андрій Супруненко.
12 червня 2020 року, відповідно до розпорядження Кабінету Міністрів України № 730-р «Про визначення адміністративних центрів та затвердження територій територіальних громад Чернігівської області», увійшло до складу Корюківської міської громади.
19 липня 2020 року, в результаті адміністративно-територіальної реформи та ліквідації колишнього Корюківського району, село увійшло до складу новоутвореного Корюківського району.
30 квітня 2024 року в першій половині дня поблизу села Перелюб було нанесено ракетний удар системою Іскандер М з касетною бойовою частиною. Ніхто з місцевих жителів не постраждав. 

## Демографія
За даними сайту Верховної Ради України у Перелюбі станом на початок 2012 року мешкає 857 жителів.
| 1866 | 1897 | 1923 | 1988 | 2012 |
| ---- | ---- | ---- | ---- | ---- |
| 1473 | 2524 | 2601 | 1050 | 857  |
| ▲    | ▲    | ▲    | ▼    | ▼    |